# Stanley (Tasmanië)
Stanley is een plaats in de Australische deelstaat Tasmanië. De plaats telde 595 inwoners op 10 augustus 2021. Stanley ligt zo'n 21 kilometer ten noordoosten van Smithton.

## Geografie
Stanley ligt naast The Nut, een vulkanische plug van 143 meter hoog. The Nut is een van de belangrijkste toeristische trekpleisters van het dorp.

## Fauna
Stanley huisvest een kleine kolonie dwergpinguïns. In de zomermaanden kunnen deze worden bekeken vanaf een speciaal daarvoor met infraroodlicht ingericht uitkijkplatform.